# Likee
Likee é uma plataforma curta de criação e compartilhamento de vídeos com sede em Singapura, disponível para sistemas operacionais iOS e Android. Foi introduzido inicialmente em julho de 2017 pelo Bigo.
O aplicativo apresenta um recurso de gravação e edição de vídeo com efeitos especiais, como 4D Magic e Dynamic Stickers.

## História
A partir do segundo trimestre de 2019, os usuários ativos mensais móveis do Likee atingiram 80,7 milhões. Em 25 de setembro de 2019, o partido político indiano Aam Aadmi Party criou uma conta oficial no Likee.
Em 30 de setembro de 2019, introduziu o recurso de controle parental, permitindo que pais e responsáveis pelos usuários do Likee controlem remotamente ou restrinjam o acesso ao conteúdo do aplicativo.